# 清水町立清水小学校 (静岡県)
清水町立清水小学校（しみずちょうりつ しみずしょうがっこう）は、静岡県駿東郡清水町堂庭にある公立小学校。

## 概要
清水町の中央に位置する。裏手には狩野川水系の柿田川が流れており、ゆうゆう広場と名付けられた学習施設・教材園がある。

## 行事
- 5月 - 運動会
- 11月頃の土曜日 - 「清水小カーニバル」（文化祭）

## 周辺
- 学校前は県道（静岡県道144号下土狩徳倉沼津港線）が通っている。ただし、歩道が狭くなっている箇所がある。

## その他
スローガン
- さわやかなあいさつをかわします
- すすんで人にために働きます
- 友達を大切にします

子供相談週間月に1週間昼休みに設定されている。